# Lista gadgeturilor din Spioanele
Acest articol prezintă gadgeturile de luptă din serialul Spioanele.

## Gadgeturi standard
- Pudra-XPudriera electronică este un dispozitiv de comunicare, folosit de Spioane, când vor să-l contacteze pe Jerry. În primele două sezoane Pudriera electronică avea culoarea roz. Începând cu sezonul trei a fost recolorată în violet și a primit numele de Pudra-X, care putea să schimbe hainele doar cu o apăsare de buton. Încă o nouă caracteristică este aceea de a arăta holograma lui Jerry când vorbesc cu el, nu doar imaginea pe ecran. Pe lângă că poate fi folosită în misiuni, Pudriera electronică/Pudra-X mai poate fi folosită să ruleze filmulete și să redea muzică, sau poate fi un pager, un telefon mobil sau un GPS.

- Costumele de spioaneFiecare spioană are un costum, și anume: verde pentru Sam, roșu pentru Clover, galben pentru Alex, albastru deschis pentru Britney, albastru închis pentru Carmen (mama lui Alex), pentru Gaby (mama lui Sam) verde maritim, pentru Stella (mama lui Clover) roz și pentru Mandy violet (în episodul Evil Coffee Shop Much?, când a devenit spioană).

- Jet Pack Este un rucsac în formă de inimă. Acesta le face pe Spioane să zboare. Este atașat de spatele lor. Fetele își pot ține celelalte instrumente de spionat în el. Original a fost roz, dar în sezonul trei a fost re-pictat ca un violet metalic.

- Cureaua expandabilăEste o curea metalică, atașată la costumul de spion. Ea lansează o inimă cu un cablu atașat. Catarama pare că se poate lipi de orice, fără nici o problemă. A fost original un gadget pentru o misiune, dar după prima apariție a devenit unul standard.

## Comunicații
- Cercelul microfon pentru comunicațiiCercelul le permite Spioanelor se vorbească între ele când nu sunt împreună. Ele mai pot și recepționa sunete de la distanțe foarte mari.

## Transport
- Parașutele BackpackSunt folosite în primele două sezoane. Arată ca și Jet Pack, dar au o parașută înăuntru.

- U.P.W.A.T.I.U.P.W.A.T.I. este un aparat de mers pe sub apă. A fost folosit în trei episoade.

- JamesJames (en: K.I.R.T.T.) este o mașină capabilă să se transforme în orice alt vehicol cu roți. Prima oară fetelor nu le-a plăcut acest echipament, (a fost prima dată prezentat ca o mașină maro din anii '70, incomodă) dar i-au descoperit abilitățile și au început să-l placă.

- E.T.T.Echipament de teren și tuneluri. E.T.T. (en: R.A.T.V.A.T. - Rugged All-Terrain Vehicle and Tunnelereste) este un vehicol folosit în puține episoade, cum ar fi "Regină pentru o zi". E.T.T. este un vehicol mare cu un sfredel în față, folosit pentru a săpa sub pământ.

- Mașina timpuluiA fost folosită de Boogie Gus, ca să se întoarcă în trecut să-l oprească pe Jerry să deschidă WOOHP. O nouă mașină a timpului a apărut în episodul "Șocul viitorului", unde Sam, Alex și Clover au călătorit în viitor.

- Plăcile pentru deplasare în aerGadgetul e ca o placă de surf cu motor, care poate fi folosită fără valuri. A apărut în trei episoade.

- HeliJetA fost folosit în episodul "Fugarele" din primul sezon. Este o combinație într-un elicopter și un jet.

## Haine
- Sandalele cu arcuriSunt niște sandale care le permit Spioanelor să sară în sus. Au fost folosite în episoadele "Rămași împreună în Evul Mediu" și "S-a născut un spion- part 2".

- Cizmele Go-goArată exact ca și cizmele obișnuite de misiune ale fetelor, dar le permite acestora să umble pe pereți sau să stea lipite de tavan.

- Mânușile lipicioaseLe permite fetelor să stea lipite de orice. S-au întâmplat și accidente cu aceste mânuși, cum ar fi în episodul "Modul în care joci contează", când mânușile lui Alex nu se mai puteau dezlipi de tavan.

- Mânușile cu gheare de pisică retractabileSunt niște mânuși cu gheare. Pot fi folosite pentru ca fetele să se urce pe pereți, cum ar fi în episodul "Rămași împreună în Evul Mediu".

- Lentilele de contact cu raze- MLe permit lui Clover, Alex și Sam să vadă prin orice obiect.  Când sunt activate ele devin roșii. Au fost lansate în episodul "Cetățeni model", ca lentile care văd prin metale.

- Cizmele cu mașină de găuritSunt niște cizme cu o mini-mașină de găurit în călcâie. Când nu sunt folosite arată exact ca cizmele obișnuite pentru Spioane.

- Ochelarii de soare cu senzori de căldurăAcești ochelari sunt folosiți pentru a detecta mișcări.

- A doua pieleAceasta anulează sau eliberează orice substanță.

- Inelele ce proiectează hologrameLe permit Spioanelor să-și proiecteze propria imagine, pentru a-i induce în eroare pe inamici.

## Infiltrări și atacuri
- Rujul laserEste folosit foarte mult în primele două sezoane. A apărut și în sezonul 3 și s-a reîntors în sezonul 5, în episodul "Gimnastele diabolice". Poate fi folosit pentru a tăia unele lucruri.

- Cutia sonică de dezintegrareAcest gadget produce sunete care cauzează durere, îi ține pe ceilalți la distanță și sparge lucruri din sticlă cum ar fi un pahar. A apărut prima dată în episodul "Fetele din Silicon Valley", ca un mic radio. Apoi a apărut în sezonul 3 ca un CD-player, unde a fost folosit în puține episoade. A fost folosit și de mamele fetelor, în episodul "Promoțiune nefastă- part 3", din al patrulea sezon.

- Tornada din cutia de spray de părEste un spray ce creează o volbură puternică, dar inconfortabil. A apărut o dată în primul sezon și de două ori în al doilea. Inamica fetelor, Geraldine a folosit un dispozitiv asemănător, numit Tornada din tub, pentru a le elimina, în sezonul 3.

- Brățara multifuncționalăEste o brățară roz, folosită în mai multe cazuri. De exemplu, în episodul "Șocul viitorului", Clover a folosit-o pentru a putea trece de securitatea WOOHP.

- Foen-ul TornadăEste un uscător de păr ce poate sufla obiecte la distanțe foarte mari. Mai poate și trage obiecte sau să încălzească.

- Dintele absorbitorAcest instrument poate absorbi orice lichid ce intră în gură.

- Rimelul cu propulsorEste un rimel ce poate lansa o plasă, pentru a captura răufăcătorii.

## Examinări
- Ceasul scannerEste un ceas ce scanează cu evidență, în scenele de crimă.

- Peria scannerPeria poate scana orice fir de păr și apoi spune al cui este. A fost folosită  o singură dată de către Sam, într-un episod.

- L.I.A.B. 9000Aceasta este o poșetă albă ce conține o aparatură de scanat.

## Protecție
- Pandantivele pufoaseAceste pandantive pufoase folosesc ca măști de gaze sau respiratorii.

- CăștileAceste căști le protejează fetelor capul de orice. Culorile sunt exact ca și costumele: verde pentru Sam, roșu pentru Clover și galben pentru Alex.

- Umbrela pentru orice vremeCând sunt activate apare un câmp de forță în forma unei umbrele.

## Urmărire
- Satelitul portabilAcest dispozitiv de urmărire este folosit pentru a localiza obiecte. De asemenea este folosit pentru a arăta grindele laser.

- CompacteliteA fost un gadget dat de fost spioana japoneza, Keiko. E un satelit greoi. Este capabil să localizeze diverse obiecte.

- Agrafa GPSEste folosită pentru urmărirea tipilor răi.

## Altele
- Guma fierbinte și picantăCând este mestecată, le permite Spioanelor să iasă din legături.

- Balonul de gumă explozibilCând este mestecată, guma își se pune în funcțiune. Se face un balon uriaș care explodează. A fost folosită de Alex în episodul "Draga mamei", când fetele au fost închise într-o saună.

- Oja WOOHP ediția standardEste folosită pentru restaurarea unghiilor rupte. A fost folosită în episodul "Șocul viitorului", când Spioanele au călătorit în viitor și au oprit-o pe diabolica Mandy.